# Demavendia pastinacifolia
Demavendia es un género monotípico de plantas herbáceas perteneciente a la familia de las apiáceas.  Su única especie Demavendia pastinacifolia, es originaria de Irán donde se encuentran en el Monte Elbrus pr. Derbent.

## Taxonomía
Demavendia pastinacifolia fue descrita por (Boiss. & Hausskn.) Pimenov y publicado en Flora Iranica : Flora des Iranischen Hochlandes und der Umrahmenden Gebirge : Persien, Afghanistan, Teile von West-Pakistan, Nord-Iraq, (cont) 162: 450. 1987.
Basónimo
- Peucedanum pastinacifolia Boiss. & Hohen.